# 馬提亞斯·岡札列茲
馬提亞斯·岡札列茲（西班牙語：Matías González，1985年1月31日—）是一名阿根廷曲棍球運動員，曾代表國家參加2012年倫敦奧運的男子曲棍球比賽，並未獲得獎牌。